# Ford GT40 Mk III
La Ford GT40 Mk III  est une voiture de sport fabriquée entre 1967 et 1969 par le constructeur américain Ford sur la base de son modèle de course GT40. Seuls sept exemplaires ont été construits.
Elle est dotée de quatre phares, la partie arrière de la carrosserie a été élargie pour faire de la place pour le coffre, la puissance du moteur V8 de 4,7 litres a été ramenée à 340 ch (250 kW), les amortisseurs ont été adoucis, le levier de vitesse a été déplacé au centre pour permettre une configuration du volant à droite. Un cendrier a été ajouté et la Mk III est livrée avec des roues à rayons.